# Temporada 1959-60 de los Minneapolis Lakers
La temporada 1959-60 fue la duodécima de los Minneapolis Lakers en la NBA. La temporada regular acabó con 25 victorias y 50 derrotas, ocupando el tercer puesto de la División Oeste, clasificándose para los playoffs, en los que llegarían a las finales de división, donde caerían derrotados por los St. Louis Hawks.

## Elecciones en elDraft
| Ronda | Puesto | Jugador      | Posición  | Nacionalidad   | Universidad   |
| ----- | ------ | ------------ | --------- | -------------- | ------------- |
| 1     | 3      | Tom Hawkins  | Alero     | Estados Unidos | Notre Dame    |
| 2     | 10     | Rudy LaRusso | Ala-Pívot | Estados Unidos | Dartmouth     |
| 3     | 18     | Bobby Smith  | Base      | Estados Unidos | West Virginia |

## Temporada regular
| División Oeste       | División Oeste | División Oeste | División Oeste | División Oeste | División Oeste | División Oeste | División Oeste | División Oeste |
| Equipo               | G              | P              | %              | PD             | Casa           | Fuera          | Neutral        | Div            |
| -------------------- | -------------- | -------------- | -------------- | -------------- | -------------- | -------------- | -------------- | -------------- |
| x-St. Louis Hawks    | 46             | 29             | .613           | –              | 28–5           | 12–20          | 6–4            | 27–12          |
| x-Detroit Pistons    | 30             | 45             | .400           | 16             | 17–14          | 6–21           | 7–10           | 20–19          |
| x-Minneapolis Lakers | 25             | 50             | .333           | 21             | 9–15           | 9–21           | 7–14           | 17–22          |
| Cincinnati Royals    | 19             | 56             | .253           | 27             | 9–22           | 2–20           | 8–14           | 14–25          |

## Playoffs

### Semifinales de División
Detroit Pistons - Minneapolis Lakers
| Fecha       | Partido                                     | Ciudad      |
| ----------- | ------------------------------------------- | ----------- |
| 12 de marzo | Detroit Pistons 112, Minneapolis Lakers 113 | Detroit     |
| 13 de marzo | Minneapolis Lakers 114, Detroit Pistons 99  | Minneapolis |
|             | Minneapolis gana las series 2-0             |             |

### Finales de División
St. Louis Hawks - Minneapolis Lakers
| Fecha       | Partido                                          | Ciudad      |
| ----------- | ------------------------------------------------ | ----------- |
| 16 de marzo | St. Louis Hawks 112, Minneapolis Lakers 99       | St. Louis   |
| 17 de marzo | St. Louis Hawks 113, Minneapolis Lakers 120      | St. Louis   |
| 19 de marzo | Minneapolis Lakers 89, St. Louis Hawks 93        | Minneapolis |
| 20 de marzo | Minneapolis Lakers 103, St. Louis Hawks 101      | Minneapolis |
| 22 de marzo | St. Louis Hawks 110, Minneapolis Lakers 117 (OT) | St. Louis   |
| 24 de marzo | Minneapolis Lakers 96, St. Louis Hawks 117       | Minneapolis |
| 26 de marzo | St. Louis Hawks 97, Minneapolis Lakers 86        | St. Louis   |
|             | St. Louis gana las series 4-3                    |             |

## Estadísticas
| Rk | Jugador         | Edad | P  | PT | MP   | TC   | TCI  | %TC  | 3P | 3PI | %3P | TL  | TLI  | %TL  | RO | RD | RT   | AS  | RB | TAP | BP | FP  | PTS  |
| 1  | Elgin Baylor    | 25   | 70 |    | 41.0 | 10.8 | 25.4 | .424 |    |     |     | 8.1 | 11.0 | .732 |    |    | 16.4 | 3.5 |    |     |    | 3.3 | 29.6 |
| 2  | Rudy LaRusso    | 22   | 71 |    | 29.5 | 5.0  | 12.9 | .389 |    |     |     | 3.7 | 5.0  | .742 |    |    | 9.6  | 1.2 |    |     |    | 3.1 | 13.7 |
| 3  | Hot Rod Hundley | 25   | 73 |    | 31.2 | 5.0  | 14.0 | .358 |    |     |     | 2.8 | 3.7  | .744 |    |    | 5.3  | 4.6 |    |     |    | 2.7 | 12.8 |
| 4  | Dick Garmaker   | 27   | 44 |    | 27.0 | 4.5  | 11.9 | .377 |    |     |     | 2.7 | 3.7  | .718 |    |    | 4.3  | 3.0 |    |     |    | 2.9 | 11.7 |
| 5  | Frank Selvy     | 27   | 43 |    | 25.4 | 3.9  | 9.9  | .396 |    |     |     | 2.8 | 3.7  | .763 |    |    | 3.0  | 1.9 |    |     |    | 1.8 | 10.7 |
| 6  | Ray Felix       | 29   | 31 |    | 22.5 | 3.4  | 8.4  | .402 |    |     |     | 1.6 | 2.5  | .646 |    |    | 8.3  | 0.9 |    |     |    | 4.3 | 8.4  |
| 7  | Slick Leonard   | 27   | 73 |    | 28.4 | 3.2  | 9.8  | .322 |    |     |     | 1.9 | 2.6  | .705 |    |    | 3.4  | 3.5 |    |     |    | 2.3 | 8.2  |
| 8  | Tom Hawkins     | 23   | 69 |    | 21.3 | 3.2  | 8.4  | .380 |    |     |     | 1.5 | 2.4  | .646 |    |    | 6.2  | 0.8 |    |     |    | 2.7 | 7.9  |
| 9  | Jim Krebs       | 24   | 75 |    | 16.9 | 3.2  | 8.1  | .392 |    |     |     | 1.3 | 1.8  | .721 |    |    | 4.4  | 0.5 |    |     |    | 2.8 | 7.6  |
| 10 | Ed Fleming      | 26   | 27 |    | 15.3 | 2.2  | 5.2  | .418 |    |     |     | 2.0 | 2.6  | .768 |    |    | 3.2  | 1.4 |    |     |    | 1.7 | 6.3  |
| 11 | Steve Hamilton  | 24   | 15 |    | 16.5 | 1.9  | 5.1  | .377 |    |     |     | 1.2 | 1.5  | .783 |    |    | 3.9  | 0.5 |    |     |    | 2.6 | 5.1  |
| 12 | Boo Ellis       | 23   | 46 |    | 14.6 | 1.4  | 4.0  | .346 |    |     |     | 1.1 | 1.7  | .671 |    |    | 5.1  | 0.6 |    |     |    | 1.4 | 3.9  |
| 13 | Bobby Smith     | 22   | 10 |    | 13.0 | 1.3  | 5.4  | .241 |    |     |     | 1.1 | 1.6  | .688 |    |    | 3.3  | 1.4 |    |     |    | 1.0 | 3.7  |
| 14 | Nick Mantis     | 24   | 10 |    | 7.1  | 1.0  | 3.9  | .256 |    |     |     | 0.1 | 0.2  | .500 |    |    | 0.6  | 0.9 |    |     |    | 0.8 | 2.1  |
| 15 | Ron Sobie       | 25   | 1  |    | 13.0 | 1.0  | 4.0  | .250 |    |     |     | 0.0 | 1.0  | .000 |    |    | 2.0  | 2.0 |    |     |    | 4.0 | 2.0  |
| 16 | Larry Foust     | 31   | 47 |    |      |      |      |      |    |     |     |     |      |      |    |    |      |     |    |     |    |     |      |
| 17 | Chuck Share     | 32   | 3  |    |      |      |      |      |    |     |     |     |      |      |    |    |      |     |    |     |    |     |      |

## Galardones y récords
| Jugador      | Galardón                 |
| Elgin Baylor | Mejor quinteto de la NBA |